# مانیفست انسان‌گرا ۲
دومین مانیفست اومانیست در اکتبر ۱۹۷۳ توسط پاول کورتز و ادوین اچ ویلسون نوشته شد، و مانیفست قبلی را به‌روز کرد. مانیفست با این مطلب آغاز می‌شد که افراط‌گرایی نازیسم و جنگ جهانی دوم نشان داده‌است که مانیفست اول بیش از حد خوش‌بینانه بوده‌است، و از این لحاظ، این مانیفست رویکردی واقع‌گرایانه‌تر و کامل‌تر از نسخه قبلی ارائه می‌دهد. با این وجود، نگاه خوشبینانه مانیفست اول در آن باقی ماند، با این امید که که جنگ در جهان منسوخ شده و فقر ریشه‌کن شود.
بیشتر پیشنهادهای مطرح‌شده در این سند، از جمله مخالفت با نژادپرستی و سلاح‌های کشتار جمعی و طرفداری قوی از حقوق بشر، موضوعاتی بحث‌انگیز نیستند، و مواردی از آن چون حق طلاق و پیشگیری از بارداری، و استفاده از فناوری برای بهبود زندگی بشر به‌طور گسترده در جهان غرب پذیرفته شده‌اند. علاوه بر این، پیشنهاد این مانیفست برای تشکیل یک دادگاه بین‌المللی به تحقق پیوسته‌است. هرچند، علاوه بر مخالفت با دین، برخی مواضع بحث‌انگیز، مثل حق سقط جنین، در آن با قدرت پشتیبانی شده‌اند.
این سند در ابتدا با تعداد کمی امضا منتشر شد، و از آن پس بارها دست به دست شده و هزاران امضای جدید جمع کرده‌است. انجمن انسان‌گرای آمریکایی (AHA) در وب‌گاه خود مردم را به اضافه کردن نام خود به فهرست امضاها تشویق می‌کنند.
یکی از بخش‌های مانیفست که اغلب نقل قول می‌شود، این است؛ «هیچ خدایی ما را نجات نخواهد داد، ما خود باید خودمان را نجات دهیم.»

## امضاکنندگان
چند تن از امضاکنندگان برجسته این مانیفست:
- پاول کورتز
- آندره ساخاروف
- آنتونی فلو
- آیزاک آسیموف
- بتی فریدان
- بی‌اف اسکینر
- جولین هاکسلی
- فرانسیس کریک